# Agave avellanidens
Agave avellanidens ist eine Pflanzenart aus der Gattung der Agaven (Agave). Ein englischer Trivialname ist „Century Plant“.

## Beschreibung
Agave avellanidens bildet einen kurzen Stamm bis 0,5 m Höhe.
Die einzelnen Rosetten erreichen Wuchshöhen von 60 bis 120 cm mit einem Durchmesser von 100 bis 150 cm. Die variablen, fleischigen, linealisch bis lanzettförmigen, glatten, grünen Blätter sind 40 bis 70 cm lang und 9 bis 14 cm breit. Die welligen, manchmal hornigen Blattränder sind flexibel gezahnt. Der braune bis graue kräftige Enddorn ist 2,5 bis 4,5 cm lang.
Der rispige Blütenstand wird 4 bis 6 m hoch. Die kleinen, schlanken, hellgelben Blüten sind 25 bis 35 mm lang und erscheinen ab der Mitte des Blütenstandes und reichen bis zur Spitze an engen, schmalen, unregelmäßig angeordneten Verzweigungen. Die Blütenröhre ist 4 bis 6 mm lang.
Die dunkelbraunen, länglichen dreikammerigen Kapselfrüchte sind bis 35 mm lang und bis 20 mm breit.
Die Blütezeit reicht von April bis Mai.

## Systematik und Verbreitung
Agave avellanidens wächst in Mexiko im Bundesstaat Baja California. Sie ist vergesellschaftet mit Sukkulenten- und Kakteenarten.
Die Erstbeschreibung durch William Trelease ist 1912 veröffentlicht worden.
Agave avellanidens ist ein Vertreter der Gruppe Deserticolae. Wenige Kolonien wachsen in einem limitierten Gebiet in Zentral Baja California. Sie ist nahe verwandt mit Agave gigantensis, jedoch sind Unterschiede in Form und Blattstruktur erkennbar. Die Art ähnelt Agave shawii der Gruppe Umbelliflorae, unterscheidet sich jedoch deutlich durch die Blüten.